# Северна Маријанска Острва на Светском првенству у атлетици у дворани 2016.
Северна Маријанска острва су пети пут учествовала на Светском првенству у атлетици у дворани 2016. одржаном у Портланду од 17. до 20. марта. Репрезентацију Северно Маријанских острва представљала је једна атлетичарка, која се такмичила у трци на 60 метара.,
На овом првенству Северна Маријанска острва нису освојили ниједну медаљу. Није било нових националних, личних и рекорда сезоне.

## Учесници
Жене:
- Зарина Сапонг — 60 м

## Резултати

### Жене
| Атлетичарка   | Дисциплина | Лични рекорд | Квалификација | Квалификација | Полуфинале            | Полуфинале            | Финале                | Финале       | Детаљи |
| Атлетичарка   | Дисциплина | Лични рекорд | Резултат      | Место         | Резултат              | Место                 | Резултат              | Место        | Детаљи |
| ------------- | ---------- | ------------ | ------------- | ------------- | --------------------- | --------------------- | --------------------- | ------------ | ------ |
| Зарина Сапонг | 60 м       |              | 8,70 ЛР       | 8. у гр. 3    | Није се квалификовала | Није се квалификовала | Није се квалификовала | 43 / 44 (45) |        |